# غرم
غَرم (به تاجیکی: Ғарм)، شهری است در کشور تاجیکستان.
شهر غرم در درهٔ رشت در ناحیه‌های تابع جمهوری واقع شده‌است.
شهر غرم ۱۰٬۷۷۱ نفر جمعیت دارد و مرکز ناحیهٔ رشت است.
غرم در گذشته همچنین نام یکی از ولایت‌های تاجیکستان بود که از دههٔ ۱۹۲۰ تا سال ۱۹۵۵ وجود داشت.
شهر غرم یک خیابان اصلی و بازاری مناسب دارد. در این شهر چندین چای‌خانهٔ دیدنی وجود دارد که یکی از چای‌خانه‌ها که بر روی پل کوچکی بر روی رودخانه واقع شده با خراطی‌های ظریف و نقاشی‌های تزئینی‌اش جلب توجه می‌کند.
شهر پس از ویرانی‌های جنگ داخلی تاجیکستان رو به بازسازی و بهبود گذاشته‌است. بخش بزرگی از مردان غرم در روسیه کار می‌کنند و هزینهٔ زندگی بستگان خود در غرم را می‌پردازند.
این شهر با شهر رشت ایران خواهرخوانده است.

## پیشینه
در دههٔ ۱۹۲۰ غرم از مراکز فعالیت باسماچی‌ها بود. باسماچی‌ها گروه مقاومت‌کننده علیه حضور شوروی‌ها در آسیای میانه بودند.
در سال ۱۹۲۹ فرماندهٔ باسماچی‌ها به نام فضیل مخسوم از افغانستان به تاجیکستان وارد شده و مدت کوتاهی حکومت غرم را به‌دست گرفت ولی به زودی از سوی شوروی‌ها پس زده‌شد.
در دههٔ ۱۹۲۰ و در زمان بازآرایی مرزهای آسیای میانه، استانی به نام ولایت غرم که ترکیبی بود از منطقه‌های قراتگین و درواز شرق امارت پیشین بخارا تشکیل شد.
این ولایت پس از دوره‌ای کوتاه منحل شد و در دههٔ ۱۹۵۰ شماری از مردم غرم اجباراً به غرب تاجیکستان کوچانده شدند.
به این گروه در غرب تاجیکستان «غرمی‌ها» گفته می‌شد.
پس از انحلال استان غرم، زمین‌های آن میان ولایت کوهستان بدخشان و ناحیه‌های تابع جمهوری تقسیم شد. غرمی‌ها در جمهوری سوسیالیستی تاجیکستان همچنان حالت خود به عنوان تیره‌ای جدا را حفظ کردند و زمانی که در سال ۱۹۹۲ کشور تاجیکستان تشکیل شد بسیاری از غرمی‌ها از اپوزیسیون اسلامی پشتیبانی کردند.
در زمان جنگ داخلی، اسلامگرایان غرم در معرض کشتار قرار گرفتند ولی با این حال در دورهٔ پایانی جنگ داخلی تاجیکستان، این شهر در دست نیروهای اپوزیسیون بود.